# Costières (Nîmes)
 (novembre 2021).
Pour les articles homonymes, voir Costière (homonymie).
Le quartier des Costières se situe en périphérie sud de la ville de Nîmes dans le département du Gard.
La présidente déléguée est Véronique Gardeur-Bancel.

## Toponymie
Le quartier tient son nom des Costières, une région naturelle française située dans le département du Gard et dans la région Occitanie.

## Description

### Infrastructures
Ce territoire comprend un grand axe de circulation, une zone commerciale, des équipements sportifs ainsi qu’un espace agricole constitué de vignobles. Il est desservi par une ligne de bus et une ligne de trambus du réseau de transports en commun TANGO.

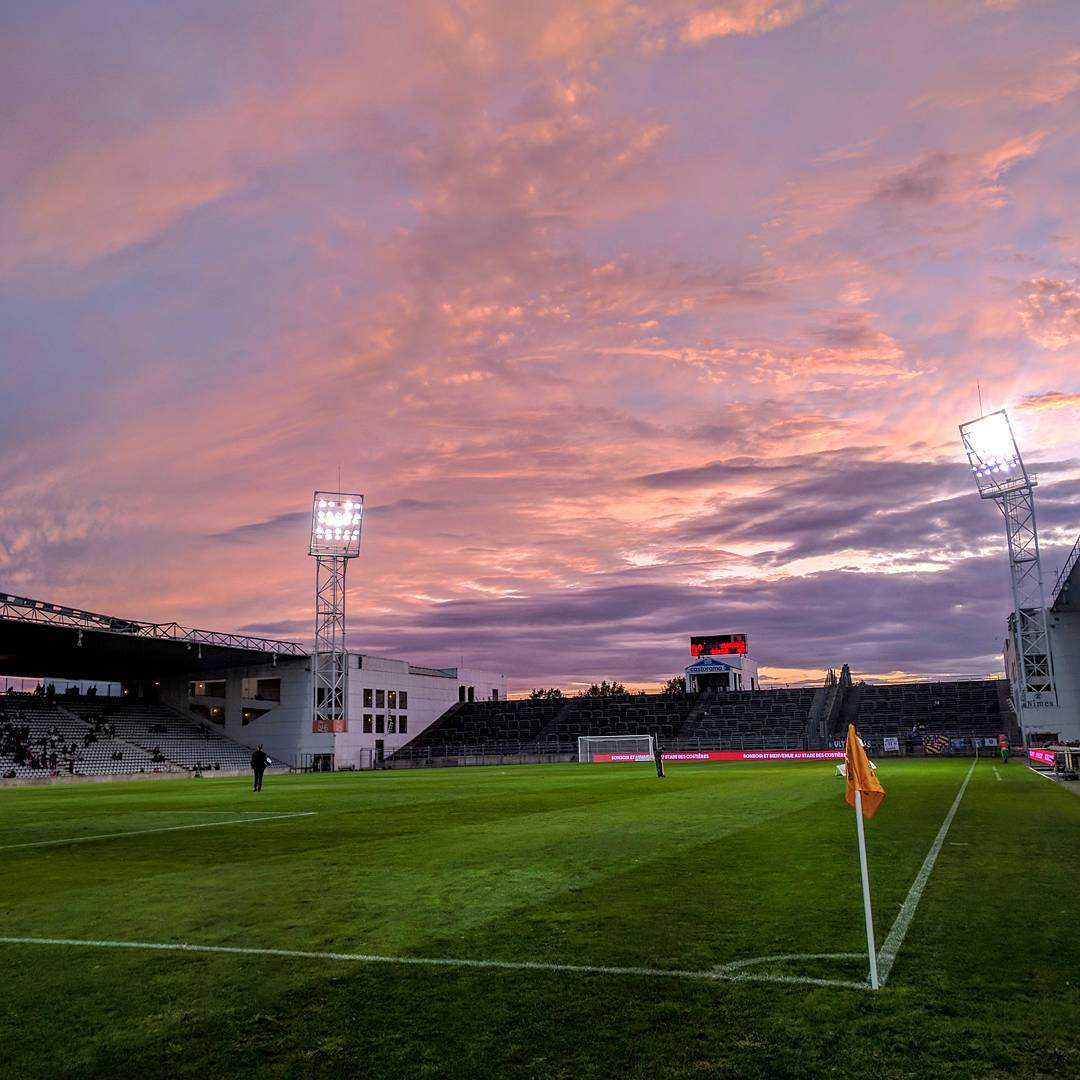
Stade des Costières.
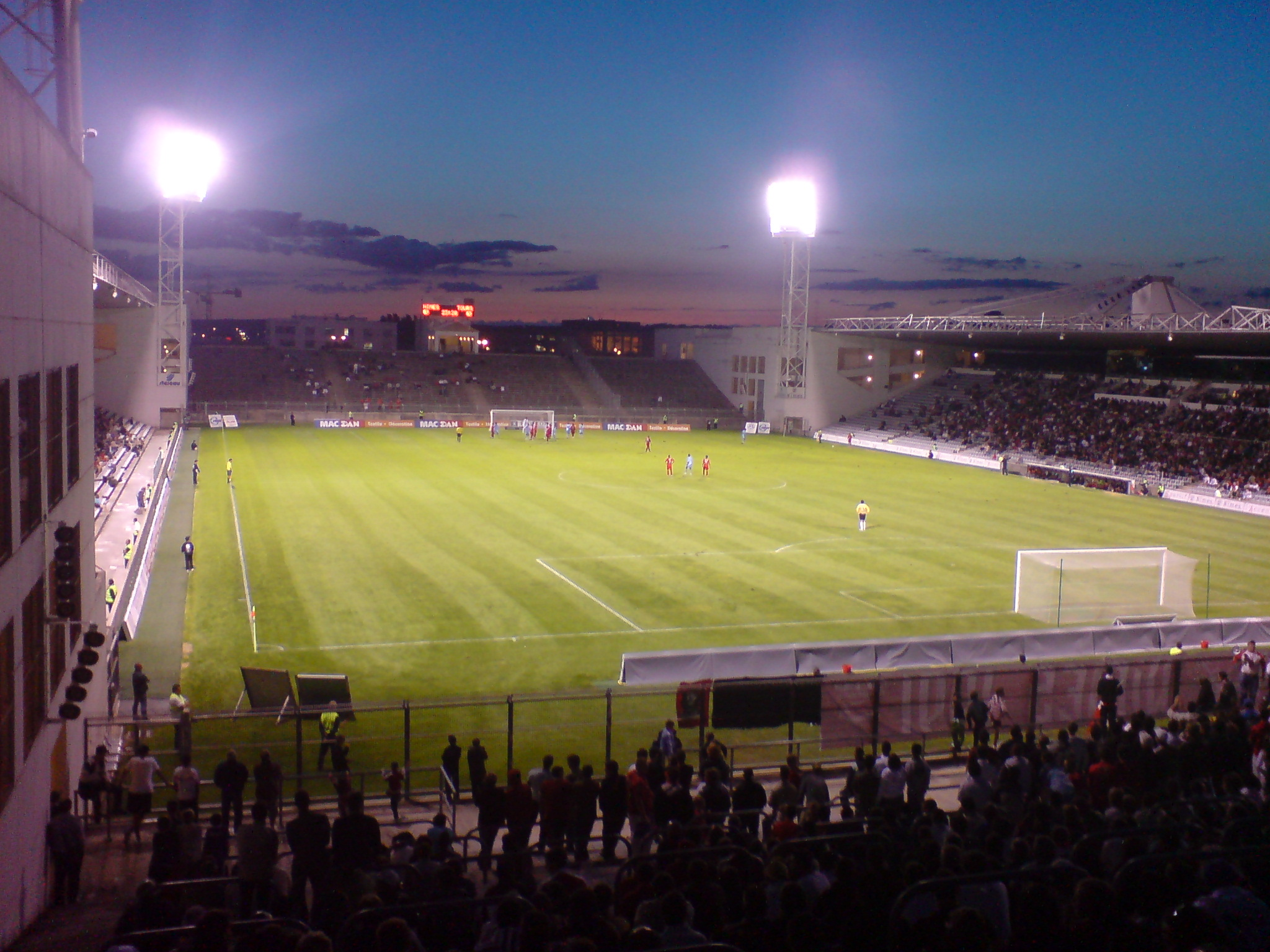
Le stade des Costières en 2008.
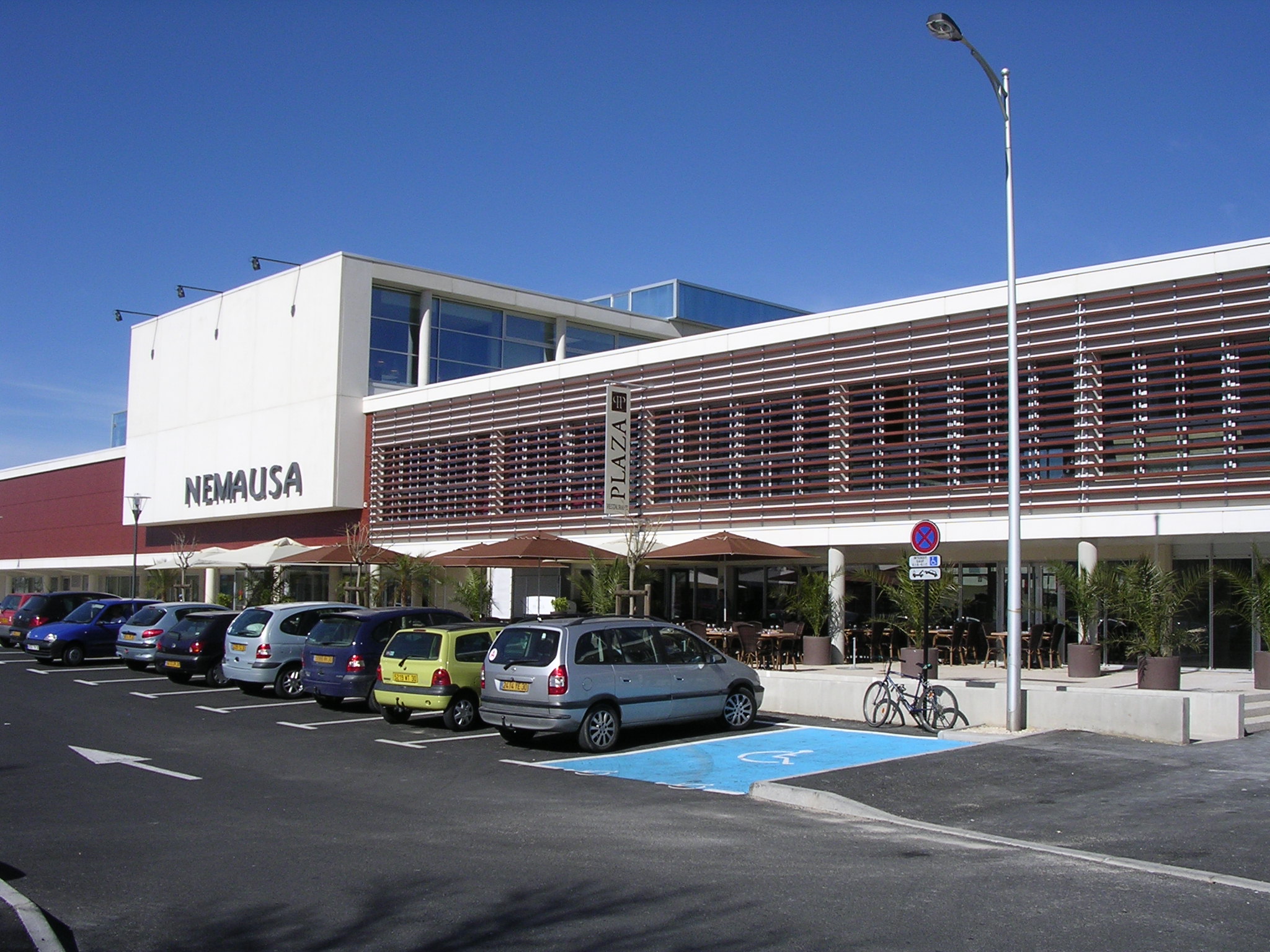
La piscine olympique Nemausa.

### Divisions
Le quartier est divisé en 8 îlots regroupés pour l'information statistique et compte 12012 habitants en 2016. 
| IRIS           | Nombre d'habitants en 2016 | Type             |
| -------------- | -------------------------- | ---------------- |
| Plan De Perbos | 281                        | Zone d'activités |
| Maréchal Juin  | 176                        | Zone d'activités |
| Ville Active   | 2127                       | Zone d'activités |
| Gamel          | 2345                       | Zone d'habitat   |
| Capouchiné     | 2092                       | Zone d'habitat   |
| Km Delta       | 115                        | Zone d'activités |
| La Plaine      | 1447                       | Zone d'habitat   |
| Marronniers    | 3430                       | Zone d'habitat   |